# Tribu Pit River
La tribu Pit River és una tribu reconeguda federalment formada per onze bandes d'amerindis de Califòrnia. Antigament vivien als marges del riu Pit a la cantonada nord-est de Califòrnia. Llur nom stambé és pronunciat "Pitt River" en registres històrics.

## Bandes
Les onze bandes són:
- Achomawi (Achumawi, Ajumawi)
- Aporidge
- Astariwawi (Astarawi)
- Atsuge (Atsugewi)
- Atwamsini
- Hanhawi (Hammawi)
- Hewisedawi[4]
- Ilmawi
- Itsatawi
- Kosalextawi (Kosalektawi)
- Madesi[2][5]

## Llengües
Les onze bandes de la tribu Pit River parlen dues llengües relacionades: achumawi i atsugewi, ambdues llengües palaihnihanes, que potser pertanyin a la família hoka.

## Reserves
La tribu Pit River controla sis ranxeries. Són:
- Ranxeria Big Bend, comtat de Shastay, 40 acres, població: 10
- Ranxeria Likely, comtat de Modoc, 1.32 acres, cementiri tribal
- Ranxeria Lookout, comtat de Modoc, 40 acres, població: 10
- Ranxeria Montgomery Creek, comtat de Shasta, 72 acres, població: 15
- Ranxeria Roaring Creek, comtat de Shasta, 80 acres, població: 14
- Ranxeria XL, comtat de Modoc, 9,254.86 acres, població: 40.[2][6]

La tribu també té el seu propi fideïcomís de terres als comtats de Lake, Lassen, Mendocino, Modoc, i Shasta.

## Govern
La tribu dirigeix els seus negocis des de Burney (Califòrnia). Foren reconeguts oficialment com a tribu en 1976 i ratificaren llur constitució en 1987. Cadascuna de les onze bandes és representada al consell tribal.